# Puntea Lupului
Puntea Lupului (węg. Farkaspalló) – wieś w Rumunii, w okręgu Harghita, w gminie Lunca de Jos. W 2011 roku liczyła 152 mieszkańców.